# LaMarr Woodley
LaMarr Dewayne Woodley (født 3. november 1984) er en amerikansk fodbold-spiller fra USA, der spiller for det professionelle NFL-hold Oakland Raiders. Han spiller positionen linebacker. Tidligere har han i en årrække repræsenteret Pittsburgh Steelers.